# Robert Brandy

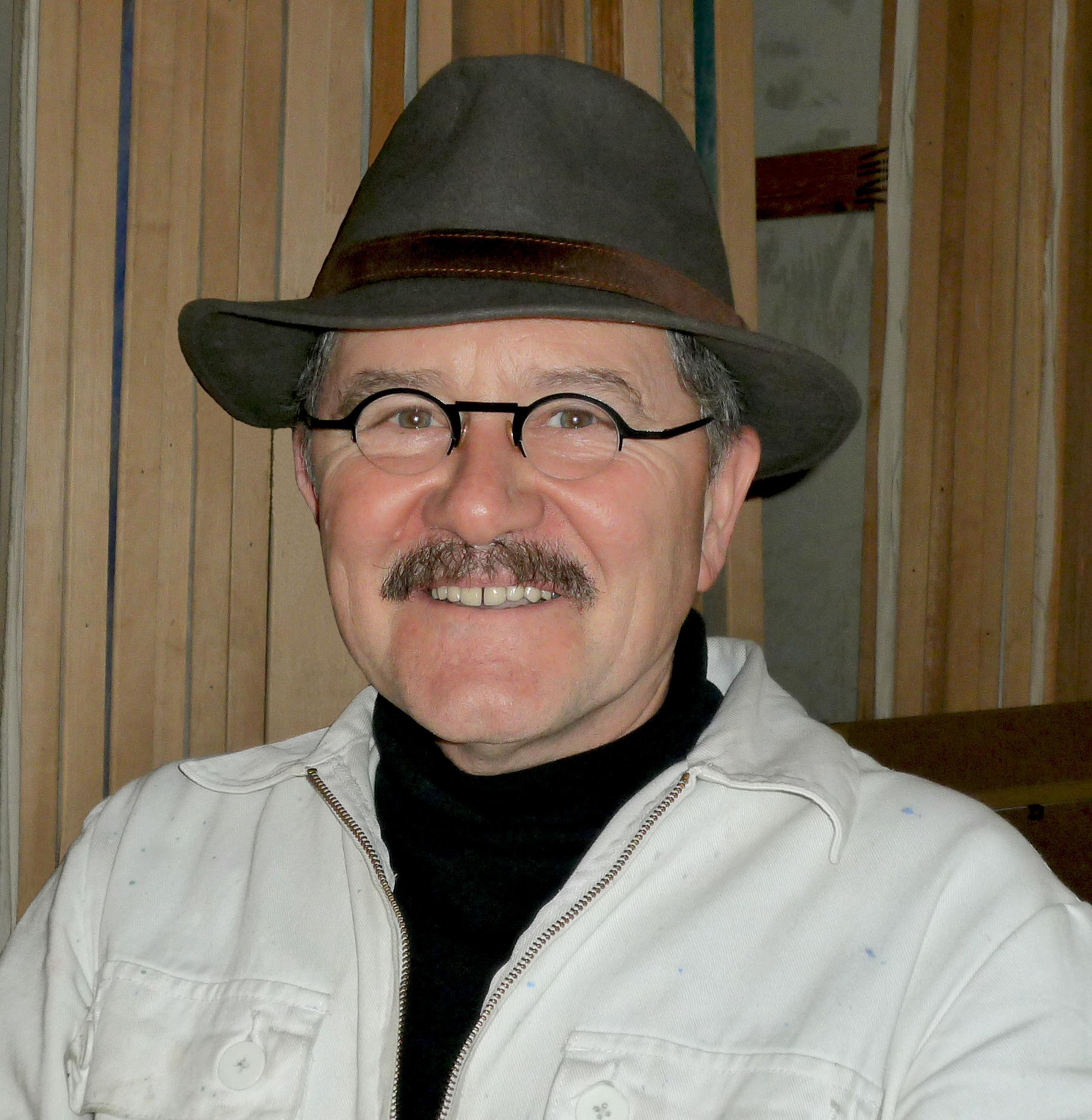
Robert Brandy (2009)

Robert Brandy, eigentlich Robert Brandenburger (* 18. April 1946 in Luxemburg-Stadt, Luxemburg) ist ein luxemburgischer Künstler, der als Maler und Bildhauer tätig ist und mit seiner Kunst als einer der wichtigsten zeitgenössischen Künstler des Großherzogtums gilt.

## Leben und Wirken
Robert Brandy wuchs im Stadtteil Limpertsberg in Luxemburg-Stadt auf. 1964 machte er seinen Abschluss am Institute Emil Metz, es folgte ein Studium der bildenden Künste an der Ecole de Beaux Arts in Aix-en-Provence von 1972 bis 1976. Außerdem war er als Mitarbeiter einer Fluglinie und ist seit 1972 als freischaffender Künstler in Luxemburg tätig. 1976 kehrte er nach Luxemburg zurück.
Robert Brandy ist verheiratet und Vater von drei Kindern; sein Sohn ist ebenfalls Maler.

## Werk

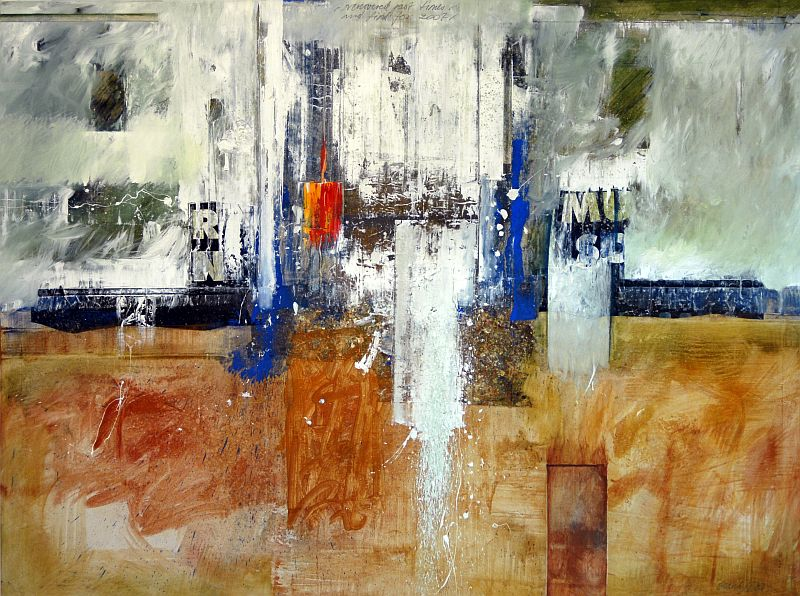
Robert Brandy: Overcovering past times

Robert Brandy hat Generationen luxemburgischer Maler geprägt und sein Einfluss ist bis in die Gegenwart spürbar.
Sein Werk ist vor allem in der Malerei, Bildhauerei, in Collagen und Siebdrucken greifbar. Abstrakte Malerei ist sehr häufig vertreten.
150 Einzelausstellungen und 330 Gruppenausstellungen kann er vorweisen, vor allem in Europa, Nordamerika und Asien. In Museen befinden sich Werke von ihm in Amsterdam, Birmingham und Luxemburg-Stadt. Werke von ihm gibt es auch in der Hauptzentrale der Europäischen Kommission zu sehen. Auch wurden Bilder von ihm in Galerien in Paris, Brüssel, Bonn, in den Niederlanden und New York gezeigt.
Auf der Expo 92 in Sevilla war er im luxemburgischen Pavillon ebenfalls vertreten.
Für einige luxemburgische Schriftsteller wie Guy Helminger und Lambert Schlechter sowie für ein Buch von Mikis Theodorakis war er für die Druckgestaltung tätig.

## Auszeichnungen
- Salon du CAL, 1993, Prix de Raville.

- Quinquennale d’Art, 1988 und 1993.

- Den Orden der Eichenkrone im Rang eines Ritters erhielt er 2020.